# Parque Nacional de Niokolo-Koba
O Parque Nacional de Niokolo-Koba é uma área protegida do Senegal, reconhecido como sítio do Patrimônio Mundial.

## Descrição
É um santuário de vida selvagem senegalês com uma superfície de 913 mil hectares. Eke situa-se 650 km a sudeste de Dakar. 
O parque foi criado em 1954, e declarado Património Mundial da UNESCO em 1981.

O parque tem cerca de 1500 especies de plantas, ou seja 78% das florestas do Senegal. Tem 20 espécies de anfíbios, 60 espécies de peixe, 38 espécies de répteis, 80 espécies de mamíferos como: búfalos, hippotragus (uma espécie de antílope), elandes (outra espécie de antílope), elefantes, leões, leopardos, hienas, chimpanzés, hipopótamos e Kobo Defassa, além de 330 espécies de pássaros.